# Кеті Кін (телесеріал)
«Кеті Кін» (англ. Katy Keene) — американський телесеріал, заснований на персонажі з коміксів Арчі. Шоу розроблене головним креативним директором Роберто Аґірре-Сакаса для телеканалу The CW. Прем'єра відбулась 6 лютого 2020 року. Проєкт є спін-оффом серіалу «Рівердейл».
7 січня 2020 року канал The CW замовив додатково 13 епізодів. В липні серіал закрили після першого сезону.

## Актори та персонажі
- Люсі Гейл – Кеті Кін  –модельєр початківець намагається збудувати кар'єру в Нью-Йорку.
- Ешлі Мюррей – Джозі Маккой — співачка, авторка пісень, має свої музичні мрії. Цей персонаж був вперше представлений в телесеріалі «Рівердейл».
- Джонні Бошам – Хорхе / Джинджер Лопес — Бродвейський виконавець, хоче збудувати кар'єру драгіста.
- Джулія Чан – Пеппер Сміт — дівчина із загадковим минулим, мрій стати власником імперії моди.
- Камілла Гайд – Александра Кебот — впливова нью-йоркська світська левиця, намагається піднятися в компанію свого батька.
- Люсьєн Лавісконт – Александр Кебота — генеральний директор компанії його батька, мріє відродити музичний лейбл.
- Зейн Гольц – К.О. Келлі — боксер і хлопець Кеті, мріє боротися на чемпіонаті напівсередній вазі в Медісон Сквер Гарден.
- Кетрін Ланаса – Глорія Грандбілт — особиста консультантка в розкішному магазині Lacy's, обслуговує багатих і знаменитих.

## Огляд серій
| № серії (загалом) | № серії (в сезоні) | Назва серії                                                                                          | Режисер(и)           | Сценарист(и)                         | Оригінальна дата показу | Код серії | Глядачів в США (млн) |
| --- | ------------------ | --- | -------------------- | ------------------------------------ | ----------------------- | --------- | -------------------- |
| 1 | 1                  | «Глава 1: Одного разу в Нью-Йорку» «Chapter One: Once Upon a Time in New York»                       | Меггі Килі           | Роберто Агірре-Сакаса & Майкл Грассі | 6 лютого 2020           | T82.01001 | 0.62                 |
| Чотири художники-початківці з Рівердейла намагаються зробити все можливе, щоб втілити свої мрії про великий успіх на Бродвеї. |                    | |                      |                                      |                         |           |                      |
| 2 | 2                  | «Глава 2: Ти не можеш квапити кохання» «Chapter Two: You Can't Hurry Love»                           | Стів Еделсон         | Майкл Грассі                         | 13 лютого 2020          | T82.10102 | 0.53                 |
| Головна героїня не може втекти від свого особистого життя навіть на роботі. Тим часом Хорхе виявляється відрізаним від бродвейського співтовариства і тепер йому доведеться вирішити, чи він готовий припинити виступи в ролі Джинджер. |                    | |                      |                                      |                         |           |                      |
| 3 | 3                  | «Глава 3: Що буває з тими, у кого розбите серце» «Chapter Three: What Becomes of the Broken Hearted» | Гаррі Жиержиан       | Шона МакГаррі                        | 20 лютого 2020          | T82.10103 | 0.52                 |
| На тлі невеликих розбіжностей між нею та Ко, Кеті намагається ідеально підготуватися до Дня Святого Валентина. Тим часом Ко сподівається зробити щось хороше для своїх сусідів, проте ще більше посилює ситуацію. |                    | |                      |                                      |                         |           |                      |
| 4 | 4                  | «Глава 4: Тут сходить сонце» «Chapter Four: Here Comes the Sun»                                      | Памела Романовскі    | Аліна Менкін                         | 27 лютого 2020          | T82.10104 | 0.45                 |
| Кеті вирішує піти з головою в роботу, сподіваючись у такий спосіб сховатися від особистого життя, проте неприємності не залишають дівчину навіть тут. Вона заручається підтримкою Пеппер, щоб та допомогла їй знайти дизайнера, а тим часом Хорхе починає сумніватися у своїх стосунках. |                    | |                      |                                      |                         |           |                      |
| 5 | 5                  | «Глава 5: Пісня зимової ночі» «Chapter Five: Song for a Winter's Night»                              | Раян Ширакі          | Лео Річардсон                        | 5 березня 2020          | T82.10105 | 0.48                 |
| Плекаючи надію вступити до школи моди, Кеті, тим не менш, чудово розуміє, що їй необхідний рекомендаційний лист. Тому дівчина вирішує звернутися за допомогою до Глорії, яка вимагає від неї в обмін ідеальну сукню. Тим часом напруга досягає своєї критичної точки, коли Джозі та Пеппер вступають у відкритий конфлікт, а Хорхе порушує правило Кеті номер один.                                             |                    | |                      |                                      |                         |           |                      |
| 6 | 6                  | «Глава 6: Мама сказала» «Chapter Six: Mama Said»                                                     | Чарльз Рандольф-Райт | Девід Картер                         | 12 березня 2020         | T82.10106 | 0.51                 |
| Намагаючись врятуватися психологічно, Кеті знову намагається піти з головою в роботу, проте там на неї чекає лише чергова складна ситуація з клієнтами. Тим часом Пеппер вражається отриманою нещодавно пропозицією, а Хорхе дізнається, що може поступитися своїм місцем переможцю драг-квін шоу, тому вирішує розкрити правду про Джинджер. Проте реакція матері стає для нього дуже серйозною несподіванкою. |                    | |                      |                                      |                         |           |                      |
| 7 | 7                  | «Глава 7: Поцілунок Спайдервумен» «Chapter Seven: Kiss of the Spider Woman»                          | Грегорі Сміт         | Роберто Агірре-Сакаса                | 19 березня 2020         | T82.10107 | 0.46                 |
| Глорія тисне на Кеті, умовляючи її створити весільну сукню, яка змінила б професійне життя дівчини. Хорхе відмовляється припиняти свою кар'єру, а тому влаштовує нове шоу. Джозі намагається впоратися з розчаруванням, а Пеппер звертається за допомогою до Олександра та Ксандри. |                    | |                      |                                      |                         |           |                      |

## Розробка
У серпні 2018 року Роберто Аґірре-Сакаса повідомив, що займається розробкою іншого серіалу зі всесвіту «Рівердейл» для телеканалу The CW. 23 січня 2019 року The CW замовив пілотну серію, яка буде «розповідати про життя чотирьох персонажів з Archie Comics — в тому числі легендарної модниці Кеті Кін — поки вони слідують за своїми мріями в Нью-Йорку». 4 лютого 2019 року було оголошено, що Ешлі Мюррей, яка грає Джозі Маккой в «Рівердейлі», отримала одну з головних ролей в цьому серіалі, покинувши Рівердейл.